# コヨシキリ
コヨシキリ（Acrocephalus bistrigiceps）は、スズメ目ヨシキリ科に分類される鳥類。

## 分布
インド、インドネシア、シンガポール、タイ、大韓民国、朝鮮民主主義人民共和国、中華人民共和国、台湾、日本、ネパール、ベトナム、ミャンマー、モンゴル人民共和国、ラオス、ロシア東部
夏季は中華人民共和国北東部、日本、朝鮮半島で繁殖し、冬季は東南アジアで越冬する。日本では夏季に繁殖のため飛来する（夏鳥）。

## 形態
全長13.5cm。背面は淡褐色、腹面は白い羽毛で覆われる。眼上部にある眉状の斑紋（眉斑）は白く明瞭で、眉班の上部に黒い筋模様が入る。嘴の基部から眼を通り後頭へ続く筋状の斑紋（過眼線）は黒い。

## 生態
草原、アシ原等に生息する。
食性は動物食で、昆虫類、節足動物などを食べる。草の上等を徘徊しながら獲物を捕食する。
繁殖形態は卵生。繁殖期には縄張りを形成する。丈の長い植物の茎の間に枯草などを組み合わせたお椀状の巣を作り、日本では6-8月に4-5個の卵を産む。主にメスが抱卵し、抱卵期間は13-14日。